# Tristen Chernove
Tristen Chernove (* 22. Mai 1975 in Powell River) ist ein ehemaliger kanadischer Paracycler. Er startete in der Klasse C2.

## Sportliche Laufbahn
Von Kind an hatte Tristen Chernove eine Leidenschaft für den Radsport. 2009 wurde bei ihm Morbus Charcot-Marie-Tooth (CMT) diagnostiziert, eine Erkrankung des peripheren Nervensystems. Er beschloss, mit dem Leistungsradsport im Paracycling zu beginnen, auch um zu beobachten, wie weit er seinen Körper belasten könne. Er ist überzeugt, dass sich durch den Sport die Symptome von CMT verlangsamt haben.
2016 hatte Chernove erste internationale Erfolge, als er beim Weltcup in Belgien im Einzelzeitfahren sowie im Straßenrennen den ersten Platz belegte. Im selben Jahr wurde er in der Einerverfolgung und im 1000-Meter-Zeitfahren auf der Bahn zweifacher Weltmeister. Ebenfalls 2016 startete er bei den Sommer-Paralympics in Rio de Janeiro und errang im Zeitfahren auf der Straße Gold. Auf der Bahn holte er Silber in der Einerverfolgung und Bronze im Zeitfahren. Zudem wurde er zweifacher kanadischer Meister.
Bei den UCI-Bahn-Weltmeisterschaften 2017 wurde Tristen Chernove dreifacher Weltmeister im Zeitfahren, in der Verfolgung und im Scratch, bei den Weltmeisterschaften auf der Straße errang er beide Titel im Zeitfahren und im Straßenrennen. Bei den Bahnweltmeisterschaften im Jahr darauf gewann er Gold in der Einerverfolgung und Silber im Zeitfahren. 2019 errang er drei Medaillen bei der Bahn-WM: Gold im Scratch, Silber in der Einerverfolgung sowie Bronze im Zeitfahren. Bei den Bahnweltmeisterschaften 2020 wurde er im 1000-Meter-Zeitfahren und im Scratch jeweils Zweiter.
Bei den Paralympics 2020 in Tokio belegte Chernove in der Einerverfolgung Platz zwei. Im Zeitfahren schied er frühzeitig aus. Daraufhin trat er nicht zum Straßenrennen an und verkündete seinen sofortigen Rücktritt vom Leistungsradsport.

## Erfolge

### Bahn
2016
- Paralympics – Einerverfolgung
- Paralympics – Zeitfahren
- Weltmeister – Einerverfolgung, 1000-Meter-Zeitfahren

2017
- Weltmeister – Einerverfolgung, 1000-Meter-Zeitfahren, Scratch

2018
- Weltmeister – Einerverfolgung, 1000-Meter-Zeitfahren, Scratch
- Weltmeisterschaft – 1000-Meter-Zeitfahren

2019
- Weltmeister – Scratch
- Weltmeisterschaft – Einerverfolgung
- Weltmeisterschaft – 1000-Meter-Zeitfahren

2020
- Weltmeisterschaft – 1000-Meter-Zeitfahren, Scratch

2021
- Paralympics – Einerverfolgung

### Straße
2016
- Paralympics-Sieger – Einzelzeitfahren

2018
- Weltmeister – Straßenrennen
- Weltmeisterschaft – Einzelzeitfahren

2019
- UCI-Paracycling-Straßenweltmeisterschaften – Einzelzeitfahren